# 訃報 2004年2月
訃報 2004年2月（ふほう 2004ねん2がつ）では、2004年（平成16年）2月中に物故した、又は物故が報じられた人物についてまとめる。

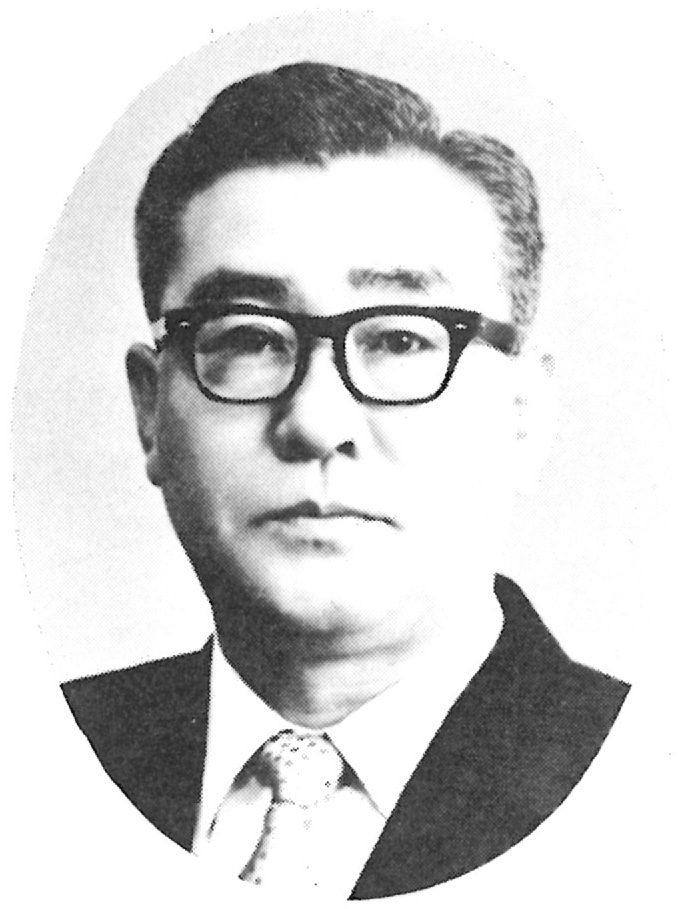
堂垣内尚弘／2月2日没

## （1日 - 15日）
- 2月1日 - 中川健吉、政治家（* 1919年）
- 2月2日 - 堂垣内尚弘、政治家、第7-9代北海道知事（* 1914年）
- 2月2日 - アラン・ブロック、歴史家（* 1914年）
- 2月4日 - 橋本菊子、女優（* 1913年）
- 2月4日 - 手塚しげお、歌手・俳優（* 1942年）
- 2月5日 - 菊池福治郎、政治家（* 1925年）
- 2月6日 - ジョン・ヘンチ、美術監督（* 1908年）
- 2月11日 - 高木均、俳優・声優（* 1926年）
- 2月15日 - 武田豊、実業家（* 1914年）
- 2月15日 - 根本嘉也、俳優・声優（* 1926年）

## （16日 - 29日）

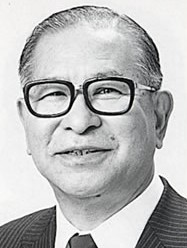
宮崎茂一／2月16日没

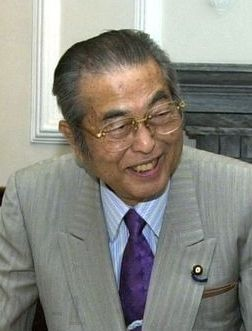
山中貞則／2月20日没

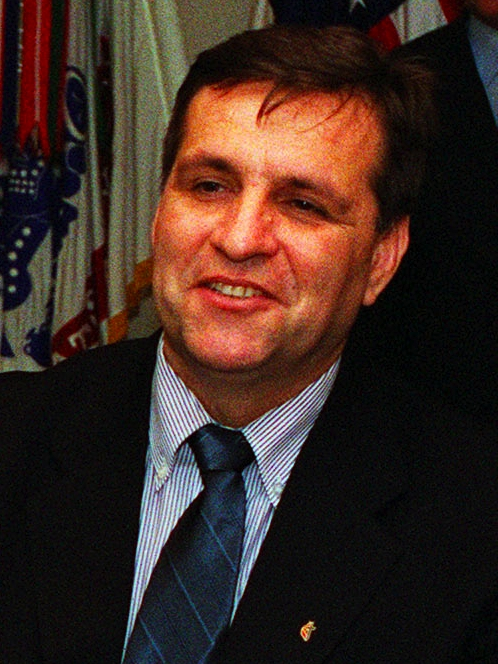
ボリス・トライコフスキー／2月26日没

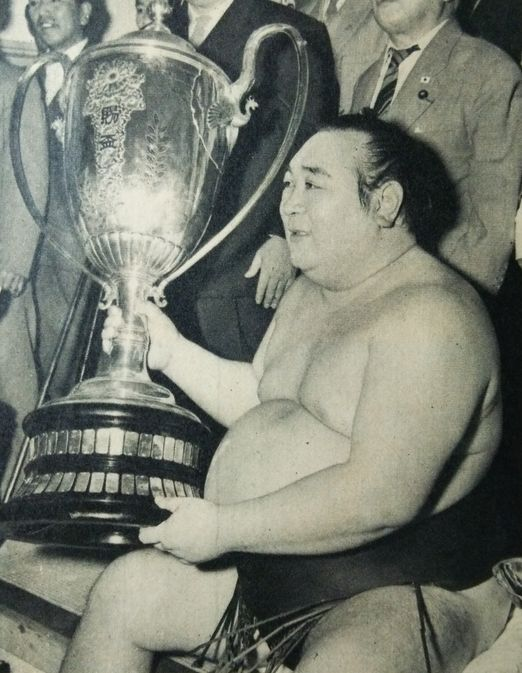
鏡里喜代治／2月29日没

- 2月16日 - 宮崎茂一、政治家、第42代科学技術庁長官（* 1917年）
- 2月17日 - 世良譲、ジャズピアニスト（* 1932年）
- 2月20日 - 山中貞則、政治家、第41代通商産業大臣、第31代防衛庁長官、第18代総理府総務長官（* 1921年）
- 2月20日 - 小原宏裕、映画監督（* 1935年）
- 2月24日 - 石川進、元プロ野球選手（* 1932年）
- 2月25日 - 船橋孝樹、ミュージシャン、「PAL」メンバー（* 1952年）
- 2月26日 - ボリス・トライコフスキー、マケドニア共和国大統領（*1956年）
- 2月27日 - 竹内道雄、元大蔵事務次官（* 1921年）
- 2月27日 - 網野善彦、歴史学者（* 1928年）
- 2月27日 - 伴野朗、作家（* 1936年）
- 2月29日 - 鏡里喜代治、大相撲第42代横綱、13代立田川親方（* 1923年）